# Kirsty MacColl

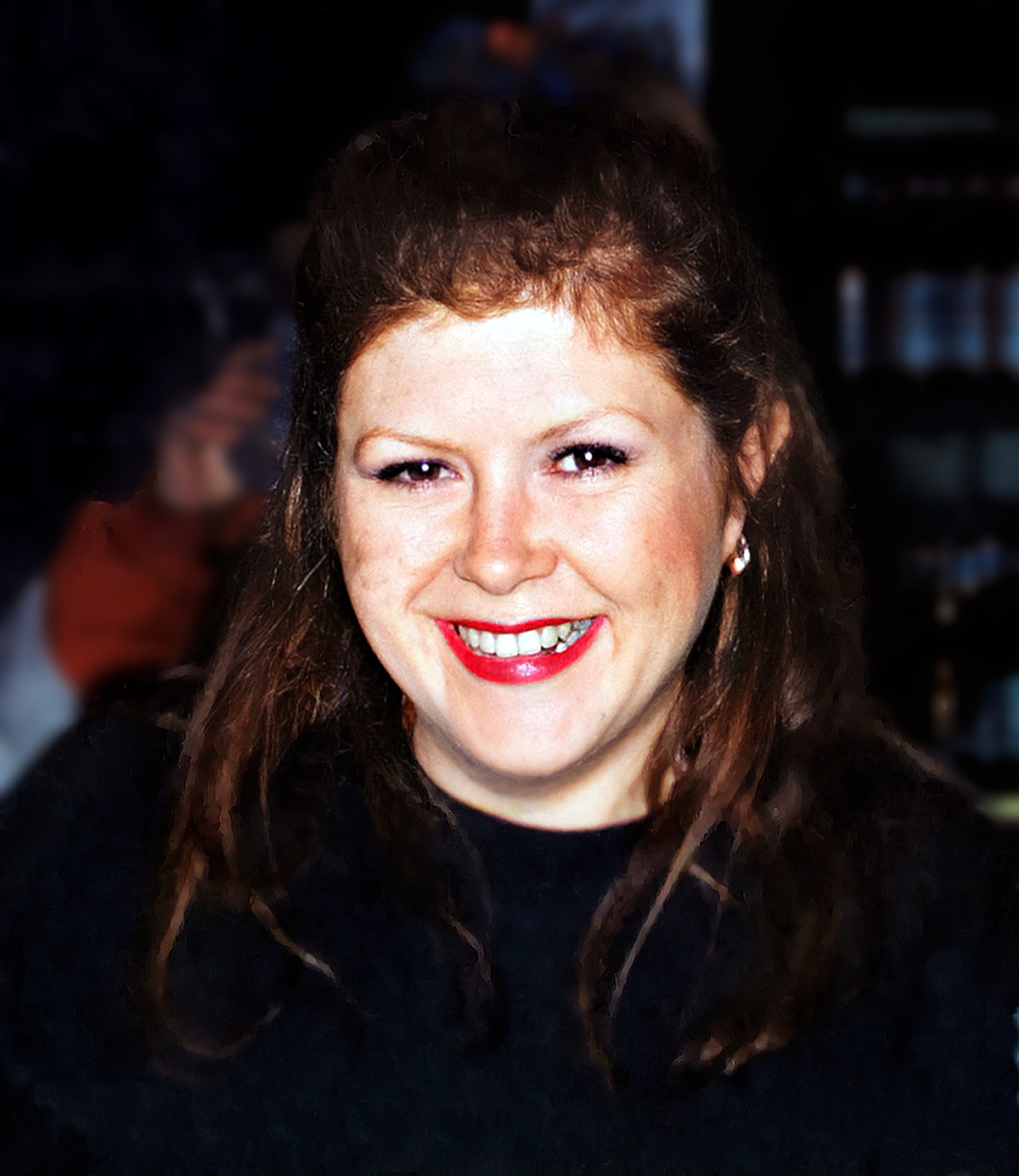
Kirsty MacColl (1995)

Kirsty Anna MacColl (* 10. Oktober 1959 in Croydon; † 18. Dezember 2000 vor Cozumel) war eine britische Popsängerin und Singer-Songwriterin.

## Leben und Karriere
MacColl war die Tochter der Tänzerin Jean Newlove und des Folk-Sängers Ewan MacColl.
Erstmals bekannt wurde sie als Sängerin der Punk-Pop-Band Drug Addix. Die Verantwortlichen der Plattenfirma Stiff Records, bei der die Band unter Vertrag stand, verloren zwar das Interesse an der Formation, waren aber von der Sängerin beeindruckt. So erhielt MacColl ihren ersten Solo-Plattenvertrag.
1979 wurde ihre Debüt-Solo-Single They Don’t Know veröffentlicht. Obwohl das Stück in Großbritannien zu einem großen Radiohit wurde, erreichte die Single wegen eines Streiks der Auslieferer niemals die Plattengeschäfte. Als es MacColl mit der Folgesingle You Caught Me Out nicht gelang, sich in den Charts zu platzieren, meinte MacColl, dass es an der notwendigen Unterstützung durch ihre Plattenfirma fehlte. Im Jahre 1981 wechselte sie daher von Stiff Records zu Polydor. Mit dem witzigen, aber auch anspruchsvollen Stück There’s a Guy Works Down the Chip Shop Swears He’s Elvis aus dem von der Kritik gefeierten Album Desperate Character gelang ihr dann eine Platzierung unter den Top 20 der britischen Charts.
Als sich wiederum kein dauernder Erfolg einstellen wollte, kündigte Polydor 1983 den bestehenden Plattenvertrag, unmittelbar nachdem sie die für ein zweites Album gedachten Musikstücke aufgenommen hatte. Daraufhin kehrte sie zurück zu Stiff Records. Ihre auf diesem Label veröffentlichten Singles wie zum Beispiel Terry oder He’s on the Beach waren Misserfolge. Lediglich mit einer Coverversion von Billy Braggs A New England konnte sie 1985 einen Erfolg verbuchen. Die Single erreichte Platz 7 der britischen Charts. Die von ihr aufgenommene Version des Lieds enthielt zwei neue Strophen, die Bragg eigens für sie geschrieben hatte. Da sie sich zum Zeitpunkt der Veröffentlichung in der Spätphase einer Schwangerschaft befand, lösten die von ihr gesungenen Zeilen “I loved you then as I love you still; Though I put you on a pedestal, You put me on the pill” („Ich liebte dich zu der Zeit genauso wie jetzt noch; obwohl ich dich auf ein Podest platzierte, hast Du dafür gesorgt, dass ich die Pille nahm“) eine gewisse Heiterkeit beim Publikum aus.
In den USA wurde MacColl als Komponistin des Stücks They Don’t Know bekannt. Tracey Ullmans Version des Stücks (mit einem Gastauftritt von Paul McCartney im zugehörigen Musikvideo) erreichte 1983 Platz 2 der britischen Charts und platzierte sich in den Top Ten der US-Charts. Das Stück erklang während eines Großteils ihrer Laufzeit regelmäßig am Ende einer jeden Folge der „Tracey-Takes-On“-TV-Show beim TV-Sender HBO.
Als Stiff Records im Jahre 1985 in Konkurs ging, verlor MacColl zeitweilig die Möglichkeit, Stücke im eigenen Namen zu veröffentlichen, da sich keine Plattenfirma bereit fand, ihren Vertrag vom Insolvenzverwalter der Firma Stiff aufzukaufen. Aufgrund ihres Talents wurde sie während dieser Zeit jedoch in vielen Produktionen anderer Künstler als Hintergrundsängerin eingesetzt. Insbesondere handelte es sich um Aufnahmen, die von ihrem damaligen Ehemann, Steve Lillywhite, produziert oder bearbeitet wurden. Darunter befanden sich unter anderem Stücke für The Smiths, Van Morrison und die Talking Heads.
Im Dezember 1987 tauchte MacColl wieder in den britischen Charts auf, als die von ihr zusammen mit der Gruppe The Pogues aufgenommene Single Fairytale of New York auf Platz 2 kletterte. Aufgrund des Erfolgs dieser Duettnummer, die sie zusammen mit Shane MacGowan sang, begleitete sie The Pogues 1988 auf deren Europatournee. Diese Erfahrung soll ihr nach eigenen Angaben dabei geholfen haben, ihre Bühnenangst zumindest zeitweise zu besiegen.
Daraufhin meldete sie sich 1989 mit dem Album Kite als Komponistin und Sängerin von Substanz zurück. Das Album, an dem auch David Gilmour und Johnny Marr mitwirkten, wurde von den Kritikern hoch gelobt. Die Texte der enthaltenen Stücke beschäftigten sich unter anderem mit dem Leben im Großbritannien zur Zeit Margaret Thatchers (Free World), der Vergänglichkeit des Ruhms (Fifteen Minutes) und den Launen der Liebe (Don’t Come the Cowboy with Me, Sonny Jim!).
Obwohl Kite viele neue Kompositionen von großer Qualität enthielt, war die Coverversion des The-Kinks-Stücks Days, mit der MacColl sich unter den Top 20 der britischen Charts platzieren konnte, das erfolgreichste aller Stücke des Albums. Da sich auf dem Album zudem noch eine Coverversion des The-Smiths-Stücks You Just Haven’t Earned It Yet, Baby befand, erwarb sich MacColl auch in Anbetracht ihres vormaligen Erfolges mit A New England den wohl unverdienten Ruf einer Coverkönigin.
Während dieser Zeit wurde MacColl auch für die britische Comedy-Show French and Saunders engagiert, in der sie sich selbst spielte und diverse Lieder wie zum Beispiel 15 Minutes und I Ride vortrug. Zusammen mit Ken Bishop sang sie in der Show den ursprünglich von Frank Sinatra und Nancy Sinatra veröffentlichten Hit Somethin’ Stupid.
Auch in der Folgezeit setzte sie ihre Kompositionsarbeit fort und veröffentlichte das Album Electric Landlady. Der Titel des Albums sollte als Wortspiel eine Beziehung zu dem Jimi-Hendrix-Album Electric Ladyland herstellen. Dieses Album enthielt mit dem Stück Walking down Madison, das sie zusammen mit Johnny Marr geschrieben hatte, ihren größten Hit in den USA. In Großbritannien erreichte das Stück 1991 eine Top-30-Platzierung in den Charts. Trotz dieser Platzierungen war das Album für MacColls damalige Plattenfirma, Virgin Records (heute EMI Group) ein kommerzieller Misserfolg, so dass sie 1992 anlässlich des Verkaufs von Virgin Records an EMI von der Plattenfirma fallen gelassen wurde.
Inspiriert durch die zuvor erfolgte Scheidung von Steve Lillywhite veröffentlichte sie 1994 das Album Titanic Days. Erneut fand sie jedoch keine Gnade bei der Plattenindustrie. Nachdem das Album von der Plattenfirma ZTT Records lediglich im Rahmen eines Einzeldeals herausgegeben worden war, verweigerte diese Firma MacColl später den Abschluss eines Plattenvertrages.
Im folgenden Jahr veröffentlichte sie bei Virgin Records auf dem „Best-of“-Album Galore unter anderem das neue Stück Caroline sowie eine Coverversion des Lou-Reed-Stücks Perfect Day, das sie im Duett mit Evan Dando (The Lemonheads) aufnahm. Obwohl Galore sich unter den Top 20 der britischen Album-Charts platzieren konnte, schaffte es keines der beiden neuen Stücke, sich unter den Top 40 der Charts zu platzieren. Auch einer Neuauflage des Stücks Days war dieses Schicksal beschieden. Nach dieser Enttäuschung veröffentlichte MacColl für einige Jahre keine Stücke mehr, wobei die bei ihr entstandene Frustration durch eine langwährende Schreibblockade noch verschlimmert wurde.
Mehrere Reisen nach Kuba vermochten die Kreativität MacColls wieder zu beleben. Im Jahre 2000 veröffentlichte sie das von lateinamerikanischer und insbesondere kubanischer traditioneller Musik inspirierte Album Tropical Brainstorm, das häufig als ihre hervorragendste Arbeit bezeichnet wird, da es von einer gelungenen und besonders effektvollen Verschmelzung von lateinischen Klängen mit originellen britischen Texten zeugt. Das Album beinhaltet das Stück In These Shoes, das in den USA häufig in Radiosendungen ausgestrahlt wurde. Es wurde von Bette Midler gecovert, in der HBO-Fernsehserie Sex and the City verwendet und von Catherine Tate als Titelmelodie für ihre BBC-TV-Show eingesetzt.
Die von MacColl geschriebenen Texte, deren Bandbreite von humorvoll über bissig bis anrührend traurig reicht, sind nur schwer zu kategorisieren, was in einigen Fällen den kommerziellen Erfolg ihrer Werke beeinträchtigt haben mag. MacColl entwickelte bereits früh in ihrer Karriere eine ausgesprochene Bühnenangst, die sie erstmals im Verlauf einer ihrer ersten Tourneen überkam und die sie niemals wirklich überwinden konnte. Sie verzichtete für längere Zeiträume auf Auftritte, um sich auf die Erziehung ihrer Kinder konzentrieren zu können.

### Tod
Am 18. Dezember 2000 starb MacColl bei einem Badeunfall in Mexiko nahe Cozumel, wo sie mit ihrer Familie den Urlaub verbrachte. Beim gemeinsamen Schwimmen in einem Tauchern vorbehaltenen Gebiet wurde sie von einem Motorboot erfasst und starb auf der Stelle. Zu der Kollision kam es, als MacColl versuchte, ihren Sohn aus dem Weg des ankommenden Motorboots zu ziehen. Das Boot gehörte Guillermo González Nova, dem Eigentümer der Firma Comercial Mexicana und der nationalen Costco-Franchise-Kette. Dieser befand sich zum Zeitpunkt des Unglücks zusammen mit mehreren Familienmitgliedern selbst an Bord des Bootes. Der Matrose José Cen Yam gestand, das Boot zum Zeitpunkt des Zusammenstoßes gesteuert zu haben. Dieses soll nach Angaben des Eigners mit einer Geschwindigkeit von nur einem Knoten unterwegs gewesen sein. Der Matrose wurde der fahrlässigen Tötung für schuldig befunden und zur Zahlung einer Geldbuße in Höhe von 1034 Pesos verurteilt.
Augenzeugen widersprachen sowohl den Angaben des Matrosen hinsichtlich der Person des Steuermannes zur Zeit des Unglücks als auch den Behauptungen des Eigners zur Geschwindigkeit des Motorbootes. Die Familie MacColls setzte sich für eine erneute juristische Überprüfung der Umstände ein, die zu Kirstys Tod geführt hatten. Hierzu hatte sie sich unter anderem mit einer Eingabe an die Interamerikanische Kommission für Menschenrechte gewandt. Zu dem Unglück drehte Olivia Lichtenstein eine durch die BBC ausgestrahlte Dokumentation mit dem Titel Who Killed Kirsty MacColl? Die Kampagne wurde schließlich ergebnislos eingestellt.

## Ehrungen

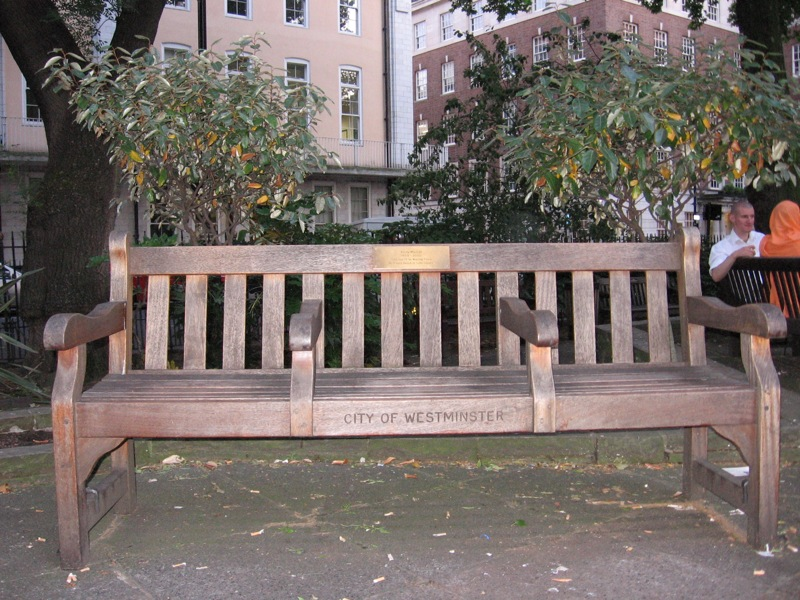
Die zum Gedenken an Kirsty MacColl aufgestellte Bank…

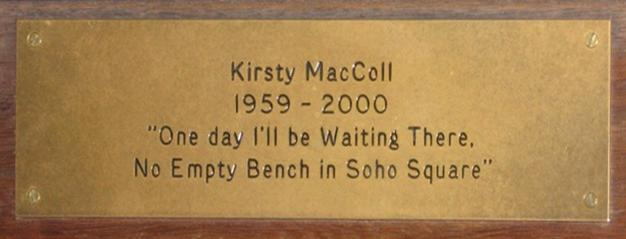
…und die daran angebrachte Plakette.

- Seit ihrem Tod singt Billy Bragg das Stück A New England nur noch mit den zusätzlichen Versen, die er einst für sie geschrieben hat.
- Im Jahr 2002 wurde zu ihren Ehren ein Erinnerungskonzert in der Londoner Royal Festival Hall veranstaltet, an dem sich viele Künstler beteiligten, die früher einmal mit ihr zusammengearbeitet hatten oder die von ihrem Wirken beeinflusst worden waren.
- 2001 wurde zu ihrem Gedenken eine Bank am südlichen Eingang des Londoner Soho Square aufgestellt. Dies geschah in Anlehnung an eine Passage aus einem ihrer eindrucksvollsten Stücke: “An empty bench in Soho Square / If you’d have come you’d have found me there.” („Eine leere Bank am Soho Square / Wenn du gekommen wärst, hättest du mich dort gefunden.“)

## Diskografie

### Studioalben
| Jahr | Titel               | Höchstplatzierung, Gesamtwochen, AuszeichnungChartsChartplatzierungen (Jahr, Titel, Platzierungen, Wochen, Auszeichnungen, Anmerkungen) | Anmerkungen                        |
| Jahr | Titel               | UK | Anmerkungen                        |
| ---- | ------------------- | --- | ---------------------------------- |
| 1981 | Desperate Character | — | Erstveröffentlichung: Juli 1981    |
| 1989 | Kite                | UK34 Silber · (12 Wo.)UK | Erstveröffentlichung: Juli 1989    |
| 1991 | Electric Landlady   | UK17 (8 Wo.)UK | Erstveröffentlichung: Juni 1991    |
| 1994 | Titanic Days        | UK47 (2 Wo.)UK | Erstveröffentlichung: Oktober 1993 |
| 2000 | Tropical Brainstorm | UK39 Gold · (9 Wo.)UK | Erstveröffentlichung: März 2000    |

### Kompilationen
| Jahr | Titel                                          | Höchstplatzierung, Gesamtwochen, AuszeichnungChartsChartplatzierungen (Jahr, Titel, Platzierungen, Wochen, Auszeichnungen, Anmerkungen) | Anmerkungen                        |
| Jahr | Titel                                          | UK | Anmerkungen                        |
| ---- | ---------------------------------------------- | --- | ---------------------------------- |
| 1995 | Galore                                         | UK6 Gold · (29 Wo.)UK | Erstveröffentlichung: März 1995    |
| 2005 | From Croydon to Cuba: An Anthology             | UK98 (1 Wo.)UK | Erstveröffentlichung: Mai 2005     |
| 2005 | The Best of Kirsty MacColl                     | UK12 Gold · (8 Wo.)UK | Erstveröffentlichung: Juli 2005    |
| 2013 | A New England: The Very Best of Kirsty MacColl | UK41 (4 Wo.)UK | Erstveröffentlichung: Februar 2013 |

Weitere Kompilationen
- 1985: Kirsty MacColl
- 1993: The Essential Collection
- 1998: What Do Pretty Girls Do?
- 2001: The One and Only
- 2005: The Stiff Years
- 2006: Stiff Singles Collection
- 2008: The Collection
- 2014: All I Ever Wanted: The Anthology

### Singles
| Jahr | Titel Album                                                                  | Höchstplatzierung, Gesamtwochen, AuszeichnungChartplatzierungen (Jahr, Titel, Album, Platzierungen, Wochen, Auszeichnungen, Anmerkungen) | Höchstplatzierung, Gesamtwochen, AuszeichnungChartplatzierungen (Jahr, Titel, Album, Platzierungen, Wochen, Auszeichnungen, Anmerkungen) | Höchstplatzierung, Gesamtwochen, AuszeichnungChartplatzierungen (Jahr, Titel, Album, Platzierungen, Wochen, Auszeichnungen, Anmerkungen) | Höchstplatzierung, Gesamtwochen, AuszeichnungChartplatzierungen (Jahr, Titel, Album, Platzierungen, Wochen, Auszeichnungen, Anmerkungen) | Anmerkungen |
| Jahr | Titel Album                                                                  | DE | AT | CH | UK | Anmerkungen |
| ---- | ---------------------------------------------------------------------------- | --- | --- | --- | --- | --- |
| 1981 | There’s a Guy Works Down the Chip Shop Swears He’s Elvis Desperate Character | — | — | — | UK14 (9 Wo.)UK | Erstveröffentlichung: Mai 1981 |
| 1983 | I Want Out –                                                                 | DE58 (1 Wo.)DE | — | — | — | Erstveröffentlichung: März 1983 mit Matchbox                                                                                                 |
| 1983 | Terry –                                                                      | — | — | — | UK82 (3 Wo.)UK | Erstveröffentlichung: Oktober 1983 |
| 1984 | A New England –                                                              | — | — | — | UK7 (11 Wo.)UK | Erstveröffentlichung: Dezember 1984 |
| 1987 | Fairytale of New York If I Should Fall from Grace with God                   | DE62 (8 Wo.)DE | AT57 (4 Wo.)AT | CH40 (12 Wo.)CH | UK2 ×6Sechsfachplatin · (138 Wo.)UK | Erstveröffentlichung: November 1987 The Pogues feat. Kirsty MacColl Charteinstieg UK: 15. Dezember 2007, Charteinstieg CH: 30. Dezember 2018 |
| 1989 | Free World Kite                                                              | — | — | — | UK43 (7 Wo.)UK | Erstveröffentlichung: März 1989 |
| 1989 | Days Kite                                                                    | — | — | — | UK12 (12 Wo.)UK | Erstveröffentlichung: Juni 1989 |
| 1989 | Innocence Kite                                                               | — | — | — | UK80 (4 Wo.)UK | Erstveröffentlichung: September 1989 |
| 1990 | Don’t Come the Cowboy With Me Sonny Jim! Kite                                | — | — | — | UK82 (4 Wo.)UK | Erstveröffentlichung: April 1990 |
| 1990 | Miss Otis Regrets/Do I Love You Red Hot + Blue                               | — | — | — | UK85 (1 Wo.)UK | Erstveröffentlichung: November 1990 mit The Pogues und Aztec Camera, produziert von der Red Hot Organization                                 |
| 1991 | Walking Down Madison Electric Landlady                                       | — | — | — | UK23 (7 Wo.)UK | Erstveröffentlichung: Mai 1991 |
| 1991 | My Affair Electric Landlady                                                  | — | — | — | UK56 (2 Wo.)UK | Erstveröffentlichung: Juli 1991 |
| 1995 | Caroline Galore                                                              | — | — | — | UK58 (2 Wo.)UK | Erstveröffentlichung: Februar 1995 |
| 1995 | Perfect Day Galore                                                           | — | — | — | UK75 (2 Wo.)UK | Erstveröffentlichung: Juni 1995 mit Evan Dando                                                                                               |
| 1999 | Mambo de la Luna Tropical Brainstorm                                         | — | — | — | UK89 (1 Wo.)UK | Erstveröffentlichung: November 1999 |
| 2000 | In These Shoes? Tropical Brainstorm                                          | — | — | — | UK81 (2 Wo.)UK | Erstveröffentlichung: Februar 2000 |

Weitere Singles
- 1979: They Don’t Know
- 1981: Keep Your Hands Off My Baby
- 1981: See That Girl (Desperate Character)
- 1981: You Still Believe in Me
- 1983: Berlin
- 1985: He’s On the Beach
- 1991: All I Ever Wanted (Electric Landlady)
- 1993: Angel (Titanic Days)
- 1993: Can’t Stop Killing You (Titanic Days; nur in Australien veröffentlicht)
- 2005: Sun On the Water (The Best of Kirsty MacColl)

### Posthume Veröffentlichungen
- Ihr musikalisches Werk wird in dem 2005 erschienenen dreifachen CD-Set From Croydon to Cuba zusammengefasst, das Stücke aus sämtlichen Schaffensphasen der Künstlerin enthält.
- Gleichfalls im Jahre 2005 wurde das Album Titanic Days als Deluxe-zweifach-CD-Set neu veröffentlicht. Die Alben Kite und Electric Landlady wurden ebenfalls remastered und, mit zusätzlichen Stücken versehen, erneut veröffentlicht. Ihr erstes Album Desperate Character ist derzeit nicht erhältlich. Allerdings sind einige der auf diesem Album befindlichen Stücke auf dem CD-Set From Croydon To Cuba zu finden.
- Am 7. August 2005 erschien das Album The Best of Kirsty MacColl, das sich unter den Top 20 der britischen Charts platzierte.